# Тумвесигье, Элиода
Элиода Тумвесигье (англ. Elioda Tumwesigye) — угандийский политик, врач и эпидемиолог, с 2015 года по 2016 год занимавший пост министра здравоохранения Уганды.

## Ранние годы и образование
Тумвесигье родился 5 апреля 1964 года в угандийском округе Шима в семье Йеконии и Эдинанса Касьямутве. Он был их вторым ребёнком. Тумвесигье учился в школе Нтаре, где был избран старостой школы и окончил её в 1984 году, став третьим лучшим учеником в стране. В 1990 году он получил степень бакалавра медицины и хирургии в Университете Макерере. Во время учёбы он основал студенческую ассоциацию Шима (англ. Sheema University Student's Association), которая продолжала действовать до 2015 года. Он также был избран секретарем по здравоохранению в мужском общежитии университета. В 1997 году он получил степень магистра наук в области эпидемиологии в Университете Кейс-Вестерн-Резерв.

## Карьера
С 1990 по 2001 год Тумвесигье работал медицинским работником в Министерстве здравоохранения Уганды, последние четыре года — в Отделе эпидемиологических исследований. Тумвесигье занимал пост министра науки, технологий и инноваций в кабинете министров Уганды с июня 2016 года. 1 марта 2015 года он был назначен министром здравоохранения, заняв должность, остававшуюся вакантной с 18 сентября 2014 года.

## Парламентская деятельность
В 2001 году Тумвесигье баллотировался в парламент от северного округа Шима по списку политической партии «Движение национального сопротивления». Он победил на парламентских выборах и был переизбран в 2006 и 2011 годах. С 2018 года Тумвесигье является избранным членом парламента Уганды, представляющим муниципалитет Шима в округе Шима.

## Научные исследования
Тумвесигье внес вклад в исследования вирусных заболеваний. Некоторые из статей включают: исследование моделей контактов ВИЧ и их пространственных характеристик в африканских условиях, исследование эффективности пероральной предконтактной профилактики, исследование риска дисфункции проксимальных канальцев, изучение антиретровирусной терапии ВИЧ среди беременных и родивших женщин в городской Южной Африке и сельской Уганде.
Тумвесигье занимался обобщением опыта консультирования и тестирования на ВИЧ на дому, задержки начала антиретровирусной терапии среди ВИЧ-инфицированных лиц в странах Восточной Африки, прекращения приема плацебо и предоставления эффективного продукта профилактики ВИЧ, влияния домашнего консультирования и тестирования ВИЧ на стигматизацию и рисковое сексуальное поведение, антиретровирусной профилактики ВИЧ у гетеросексуальных мужчин и женщин, приверженности пероральной антиретровирусной доконтактной профилактике среди серодискордантных пар ВИЧ. Среди его исследований так же изучение риска лекарственной резистентности, проблемы сексуального насилия.